# Peltolepis
Peltolepis es un género de musgos hepáticas de la familia Cleveaceae. Comprende 3 especies descritas y de estas, solo 2 aceptadas.

## Taxonomía
El género fue descrito por Sextus Otto Lindberg  y publicado en Morgonbladet 1876(106): 1. 1876.  La especie tipo es:  P. grandis (S. O. Lindberg) S. O. Lindberg (Bot. Not. 1877: 74. 18 Mai 1877) (=Sauteria grandis S. O. Lindberg)  

## Especies aceptadas
- Peltolepis japonica (Shimizu & S. Hatt.) S. Hatt.
- Peltolepis quadrata (Saut.) K. Müller